# Begonia parcifolia
Espèce
Synonymes
- Begonia nervidens Irmsch.[1]

Statut de conservation UICN

 VU B1ab(iii) : Vulnérable
Begonia parcifolia est une espèce de plantes de la famille des Begoniaceae.
L'espèce fait partie de la section Knesebeckia.
Elle a été décrite en 1919 par Casimir Pyrame de Candolle (1836-1918).

## Répartition géographique
Cette espèce est originaire du pays suivant : Équateur.